# Helen Badgley
Helen Badgley (1 de diciembre de 1908 – 25 de octubre de 1977) fue una actriz infantil estadounidense de la época del cine mudo.

## Biografía
Badgley nació en la localidad de Saratoga Springs, Nueva York. Con tan solo tres años de edad apareció en su primera película, Brother Bob's Baby en 1911. En 1912 actuó en once películas, y en 1913 ese número se elevó a veintidós. A los seis años perdió dos dientes, por lo que tuvo que retirarse hasta que aparecieran nuevos dientes, lo que significó el final de su carrera como actriz infantil.
Estuvo casada con Robert J. Coar. Tuvieron cuatro hijos: Bob, Helen, Gail y Jacquie. Aquejada de una artritis reumatoide, Helen y sus cuatro hijos se trasladaron a Phoenix, Arizona. Helen tuvo que permanecer en silla de ruedas los últimos años de su vida. Falleció el 25 de octubre de 1977.

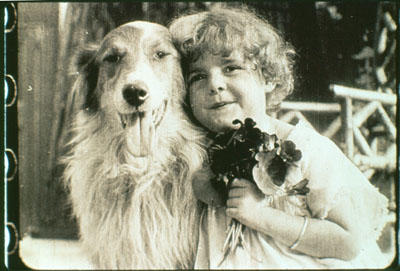
Helen en una publicidad de Thanhouser.

## Filmografía seleccionada
- Baby Hands (1912)
- Big Sister: The Baby (1912)
- When Mercy Tempers Justice (1912)
- The County's Prize Baby : The Prize Baby (1912)
- Cross Your Heart (1912)
- The Forest Rose (1912)
- The Repeater: The Reformer's Little Daughter (1913)
- The Tiniest of Stars: The Little Girl (1913)
- Just a Shabby Doll: The Daughter (1913)
- The Girl of the Cabaret (1913)
- The Children's Hour d'Eugene Moore (1913)
- Baby's Joy Ride (1913)
- A Clothes-Line Quarrel (1913)
- A Dog's Love (1914)